# Nohfelden
Nohfelden is een gemeente in de Duitse deelstaat Saarland, en maakt deel uit van de Landkreis St. Wendel.
Nohfelden telt 9.848 inwoners.

## Economie
In het dorp ligt het bungalowpark Park Bostalsee van de keten Center Parcs. Het werd in 2013 geopend en ligt aan het stuwmeer en natuurgebied Bostalsee.

## Afbeeldingen

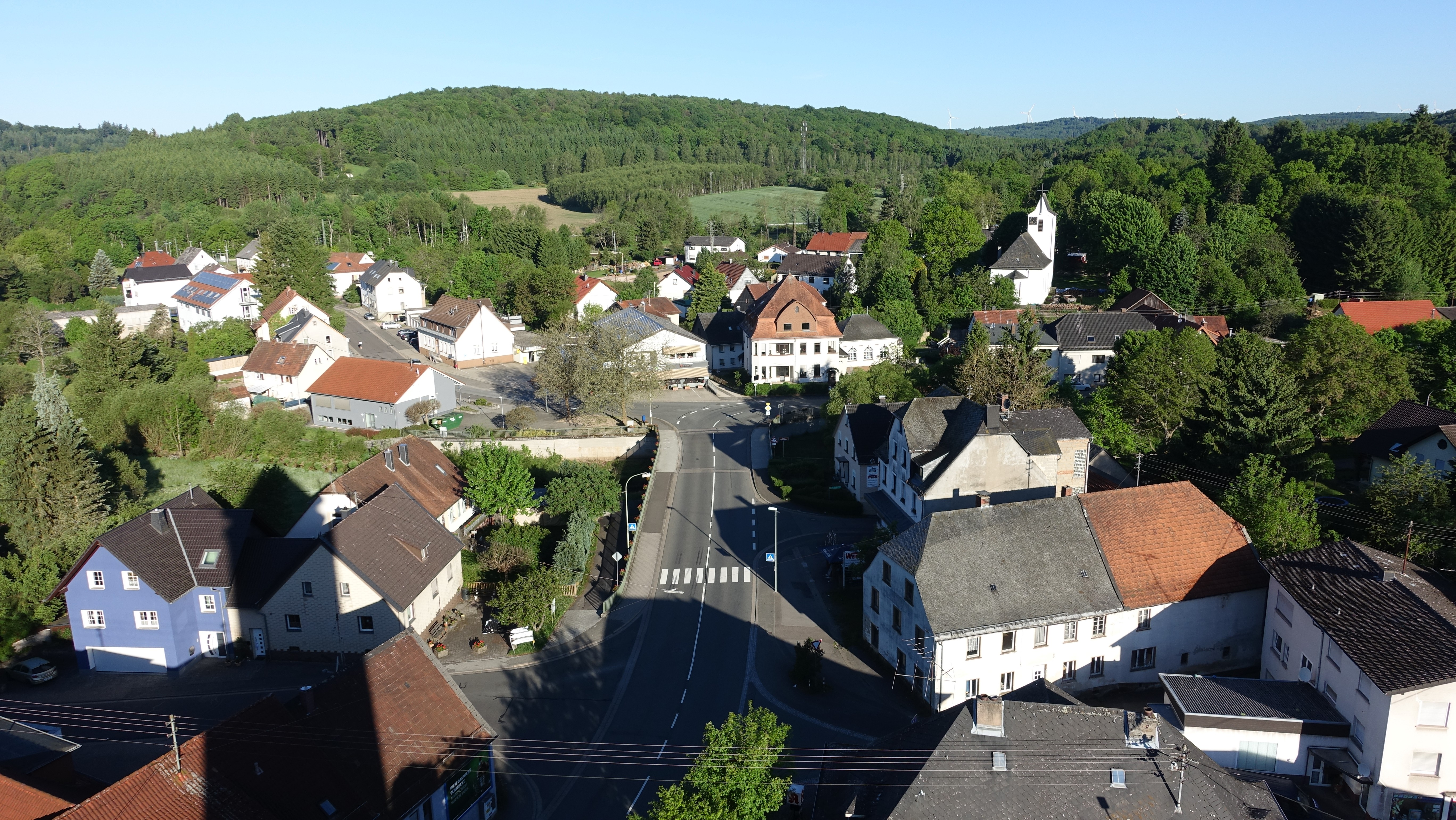
Gezicht op Nohfelden
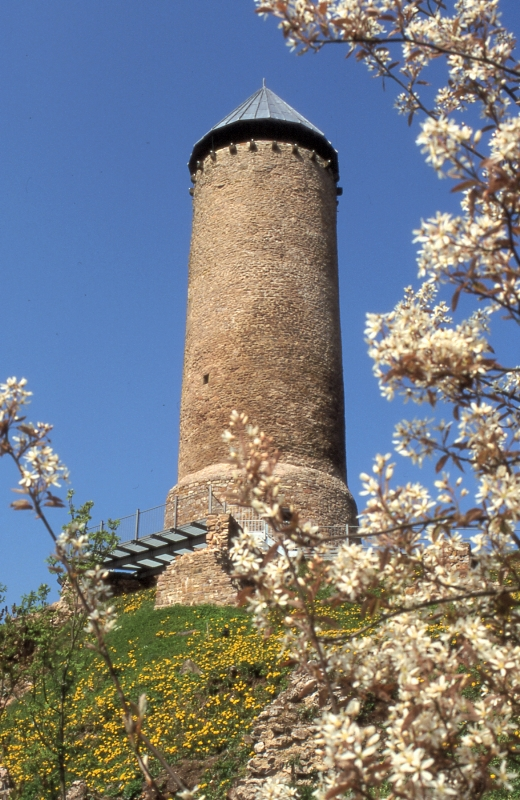
Bergfried, 1285

Freisen ·
Marpingen ·
Namborn ·
Nohfelden ·
Nonnweiler ·
Oberthal ·
St. Wendel (stad) ·
Tholey